# عالیجناب خاکستری‌پوش

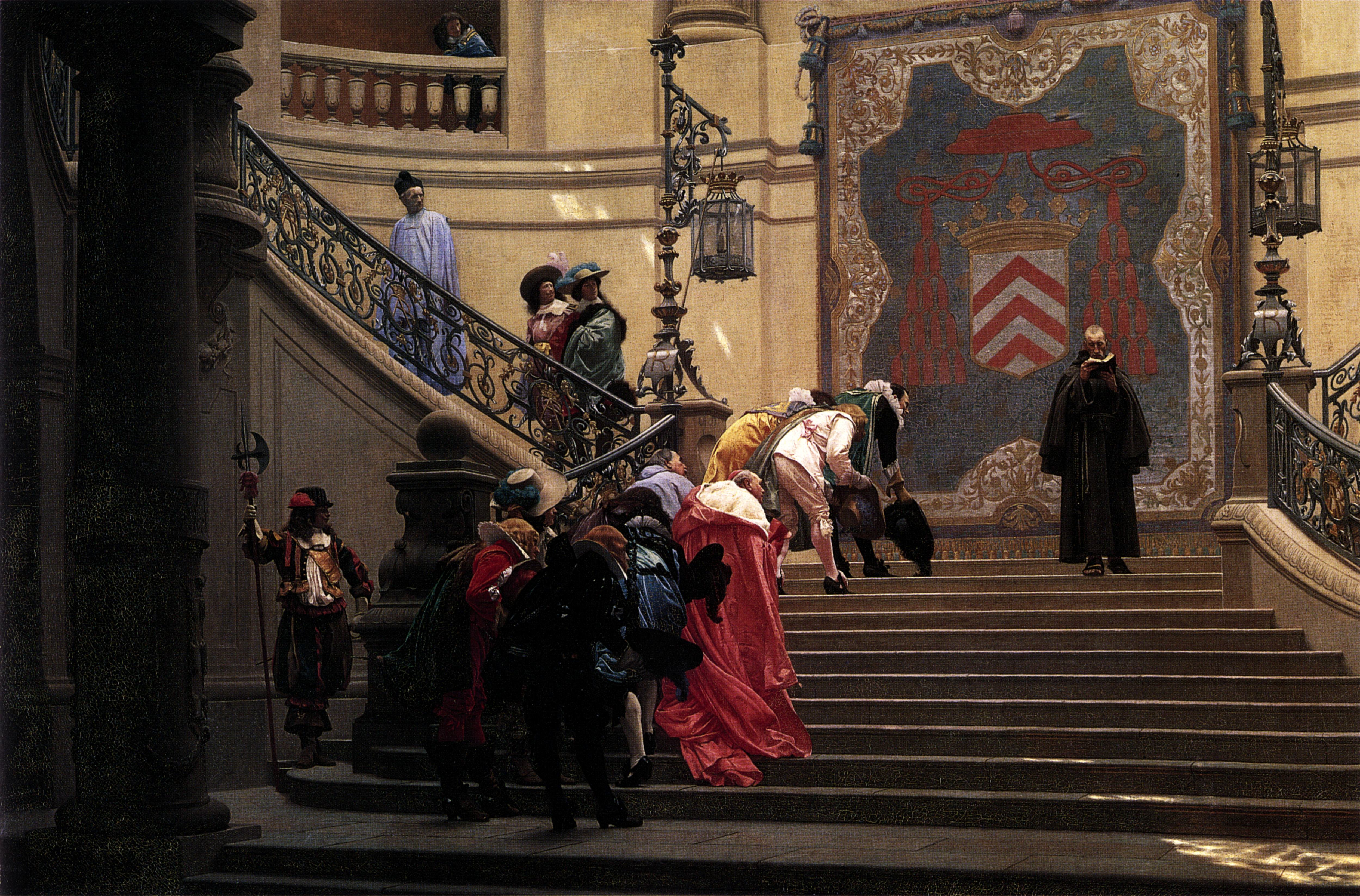

فرانسوا لو کلر دو ترامبله (به فرانسوی: François Leclerc du Tremblay) معروف به پدر ژوزف (به فرانسوی: Père Joseph) مشهور به عالیجناب خاکستری پوش (به فرانسوی: Éminence grise)، رایزن و محرم کاردینال ریشلیو، صدراعظم فرانسه در پایه‌های حکومت او نقش بسیار مهمی داشت، در فرانسه سده هفدهم به «عالیجناب خاکستری پوش» شهرت یافت و مردم و نخبگان کاردینال ریشلیو را عالیجناب سرخپوش (به فرانسوی: L'Eminence rouge) خطاب می‌کردند. اصطلاح «عالیجناب خاکستری پوش» امروز در فرانسه و انگلیس به کسی گفته می‌شود که قدرت واقعی به‌طور پنهان در دست اوست. کاردینال ریشلیو (۱۵۸۵–۱۶۴۲) وزیر اعظم لویی سیزدهم (۱۶۰۱–۱۶۴۳) که پس از تبعید ماری مدیچی (۱۵۷۳–۱۶۴۲) نایب السلطنه امور دربار و اداره کشور فرانسه را در دست گرفت و طومار پروتستانها را در هم پیچید، دور از چشم دیگران و در محافل کاملاً سری از نصایح و رهنمودهای روحانی سیاسی به نام فرانسوا لو کلر دو ترامبله معروف به پدر ژوزف (۱۵۷۷–۱۶۳۸) بهره می‌گرفت.